# Іронія кохання
«Іро́нія коха́ння» (рос. Ирония любви) — романтична комедія 2010 року спільного російсько-казахського виробництва. Режисер фільму — Олександр Черняєв. У головних ролях знялися Олексій Чадов і Асель Сагатова.
Прем'єра фільму в Україні відбулася 25 березня 2010 року. З 9 грудня 2014 року, після протестів громадськості, фільм заборонили до показу та розповсюдження в Україні через незаконні вчинки та антиукраїнські шовіністичні висловлювання актора фільму Івана Охлобистіна.

## Сюжет
Головна героїня — Асель — донька багатого татуся, наречена казахського олігарха-Аліка, зустрічається з подругами Женею та Марією в кафе. Єдина, чого не вистачає Асель, як вона вважає, — це роботи на телебаченні. Подруга обіцяє влаштувати її на телебачення, якщо Асель закохає в себе першого, хто увійде в кафе. Тієї ж миті до кафе прямує Андрій Григор'єв-Аполлонов — співак гурту «Іванушкі-інтернешнл». Та йому телефонує розлючена дружина, тому він від'їжджає додому. Першим у кафе потрапляє мавпа, за якою біжить Іван — звичайний хлопець-невдаха, що тимчасово працює масажистом у збірної Казахстану з синхронного плавання. Тренер команди доручив Іванові купити його дочці мавпу, та тварина втекла від хлопця.
Асель почала переслідувати хлопця, дізналася його адресу у знайомого генерала і, зрештою, не знайшла нічого кращого, як врізатися своєю іномаркою в його машину. Та за кермом була мати Івана — найголовніша людина в його житті. Вона підняла галас, викликала міліцію. Генерал знову врятував Асель від ганьби, а дівчина й Іван почали проводити час разом.
На третьому побаченні Іван зізнався дівчині в коханні й запросив її на зустріч із його матір'ю. Його мати подарувала Аселі їхні родинні сережки й попросила дівчину не зраджувати хлопцеві.
Асель розповідала Іванові, що її ім'я схоже на головну героїню твору «Пурпурові вітрила», та сама вона в дитинстві мріяла про принця на білому коні.

Асель та Іван

Дівчина зрозуміла, що кохає Івана й не хоче виходити заміж за олігарха. Та її наречений в цей час повернувся в Москву, й журналістка, що давно ворогувала з Аселлю, повідомила йому, чим займалася наречена за його відсутності. Женя й Марія почали захищати подружку й пояснили нареченому, що це була просто гра.
Асель запросила Івана до свого помешкання й дала йому ключі. Та раніше за Адель туди потрапив Алік. Він пояснив Іванові, що Асель його обманула. Асель дізналася про це й наздогнала хлопця, та він не хотів їй вірити.
І ось, Асель крокує в білій сукні до свого нареченого Аліка. Та раптом на весіллі з'явився Іван в білому костюмі й на коні (як вона й мріяла в дитинстві) і забрав Асель із собою.

## У головних ролях
- Олексій Чадов — Іван;
- Асель Сагатова — Асель. Виконавиця ролі так висловилася про свою героїню: „У ній є дух авантюризму, і в той же час вона романтична, тендітна, ніжна. Багатогранна дівчина: трішки стервозна, із хитринкою, при цьому вона може бути «білою й пухнастою». Думаю, кожна дівчина знайде в ній частинку себе.“[3]
- Єрік Жолжаксинов — Алік;
- Ірина Розанова — мати Івана;
- Ольга Орлова — Женя;
- Наталія Рудова — Марія;
- Фархад Абдраімов — тренер збірної;
- Гоша Куценко — генерал;
- Андрій Григор'єв-Аполлонов;
- Олександр Самойленко — таксист;

## Створення фільму
На прем'єрі кінофільму в Москві виконавець головної ролі Олексій Чадов висловив свою точку зору про «Іронію кохання»: «Мені здається, що така історія цілком могла статися в реальному житті — вона випромінює якесь світло, чесність, щирість. Будь-які відносини треба будувати на щирості, а Москва — таке місто, в якому деколи забувають про ці якості. Коли я прочитав сценарій, мені захотілося сказати дякую його героям».
Ренат Давлетьяров, продюсер фільму, також повідомив глядачів, що в «Іронії кохання» не слід шукати чогось складного: «Ми хотіли зняти простий фільм про кохання. За вікном весна, хочеться романтики, посмішок, гарного настрою. Хочеться прийти до кінотеатру й відпочити від проблем»

## Касові збори
В Росії кінофільм отримав $4 026 141.

## Кіноляпи
- Коли Іван у кафе впав до ніг Асель, на дівчині були чорні туфлі, проте коли вона наздоганяла хлопця, туфлі були вже синіми;
- У сцені, коли Іван вдома в Асель сховав її фотокартку, видно, що фотокартка виглядає з-під футболки. Пізніше, коли дівчина переглядала запис цього, фотокартку вже не видно.
- У фінальній сцені на весіллі спочатку на руці Асель не було рукавички, проте потім вона з'явилася.

## Критика та санкції

### Кінокритика
На порталі KM.RU кінокритик Олександр Голубчіков відмітив, що в цілому фільм сподобався йому, та зробив акцент, що фільм здебільшого орієнтовано на «романтично налаштованих дівчин». Із недоліків фільму було відзначено озвучування «Іронії кохання». 

### Реакції в Казахстані
Депутат парламенту Бекболат Тлеухан вважає, що кінострічка «зачіпає гідність казахського народу…гідність і честь казахської жінки».
Його колега Нуртай Сабильянов також зауважив: найгірше те, що казахська дівчина в фільмі використала казахського бізнесмена й вийшла заміж за представника іншої нації. Цей фільм закликає жити за рахунок багатих бізнесменів-казахів, а виходити заміж за представників інших націй.

## Заборона до показу в Україні
З 9 грудня 2014 року Державне агентство України з питань кіно заборонило до показу та поширення в Україні фільм «Іронія кохання» разом із ще 70-ма фільмами та серіалами за участю Івана Охлобистіна. За повідомленням відомства, заборона пов'язана із антиукраїнськими шовіністичними вчинками Охлобистіна, а також порушенням ним заборони на в'їзд до України. Незадовго до цього за заборону протестували активісти, зокрема учасники кампанії «Бойкот російського кіно».